# 志度バスストップ
志度バスストップ（しどバスストップ）は、香川県さぬき市志度の高松自動車道上にあるバス停留所。志度ICより約1.5km西にある。
時刻表では、『高速志度』と表記されている。

## 周辺
- さぬき市コミュニティバス「志度バスストップ」停留所
- 四国旅客鉄道（JR四国）高徳線オレンジタウン駅（徒歩約20分）
- 四国旅客鉄道（JR四国）高徳線志度駅（徒歩約30分）
- 高松琴平電気鉄道志度線琴電志度駅（徒歩約30分）

## 停車路線
夜行便
- 「さぬきエクスプレス名古屋」 （四国高速バス）
  - 名鉄BS（名鉄名古屋駅）行
- 「ハローブリッジ号」 （四国高速バス・西東京バス）
  - 横浜駅・バスターミナル東京八重洲・バスタ新宿・八王子駅経由京王八王子駅行
- 「コトバスエクスプレス」（琴平バス）
  - 新宿駅経由東京ディズニーランド行き　
  - 四日市経由名古屋行き　
  - キャナルシティ博多行き　※下り線側から乗車

昼行便
- 「徳島岡山エクスプレス」（徳島バス・両備バス）
  - 岡山駅行
- 「高松エクスプレス京都号」（JR四国バス・四国高速バス・西日本JRバス・京阪バス）
  - 京都駅行
- 「高松エクスプレス大阪号」（JR四国バス・西日本JRバス）
  - OCAT（JR難波駅）経由大阪駅、USJ行
- 「さぬきエクスプレス大阪」（四国高速バス・阪急バス）
  - OCAT（JR難波駅）経由阪急梅田・USJ行
- 「フットバス」（高松エクスプレス）
  - 高速淡路志知 、神戸三宮、難波、USJ行
- 「丸亀・高松 - 関西空港線」（JR四国バス・四国高速バス・関西空港交通・南海バス）
  - 関西空港行
- 「高松エクスプレス神戸号、さぬきエクスプレス神戸、ハーバーライナー」（JR四国バス・四国高速バス・西日本JRバス・神姫バス）
  - 三宮バスターミナル・新神戸駅行
- 「高徳エクスプレス」（大川自動車・四国高速バス・徳島バス）
  - 徳島駅行

## 隣の停留所
高速三木 - 高速志度 - 高速津田

## 隣
E11 高松自動車道
津田の松原SA - (12)津田寒川IC - (13)志度IC - 志度BS - (14)さぬき三木IC - 獅子の里三木BS